# Senior Open Championship
 (juillet 2024).
The Senior Open Championship, ou  The Senior Open (initialement connu sous le nom de Senior British Open ), est un tournoi de golf professionnel destiné aux joueurs âgés de 50 ans et plus. Il est géré conjointement par le R&A (organisme qui gère également l'Open Championship) et par le DP World Tour. Les gains remportés au cours du tournoi sont reconnus officiellement à la fois sur le PGA Tour Champions (anciennement Senior PGA Tour, puis Champions Tour) et sur l' European Senior Tour. La dotation du tournoi, qui est fixée en dollars américains, est passée à 2,75 millions de dollars pour 2023,.

## Histoire
Le tournoi a eu lieu pour la première fois en 1987 et a intégré le programme du circuit européen seniors en 1992. Il est plus récent que le Senior PGA Championship, fondé en 1937, considéré comme un majeur senior de puis 1980, ainsi que l'US Senior Open (1980) et le Senior Players Championship (1983). Fin 2002, il a été désigné comme le cinquième championnat majeur du calendrier du Champions Tour. Les gagnants avant 2003 n'ont été désignés rétroactivement comme vainqueurs majeurs sur le Champions Tour qu'à la fin de 2018,,. Les gagnants sont qualifiés pour l'Open Championship de l'année suivante. L'événement a généralement lieu la semaine qui suit l'Open Championship, bien qu'en 1991 il ait eu lieu la semaine avant l'Open et qu'en 1998 il ait eu lieu en août, trois semaines après l'Open.
En 2018, L'Open Senior se tient à St Andrews pour la première fois, notamment grâce à l'influence de Tom Watson, quintuple champion de l'Open. En 2020, le championnat a été annulé en raison de la pandémie de COVID-19.

## Champ
La taille standard du champ est de 144 joueurs et un tour de qualification de 18 trous a lieu sur le parcours de championnat le lundi précédant le tournoi, avec un minimum de 24 places disponibles. Si moins de 120 joueurs exemptés s'inscrivent, le peloton est rempli à 144 avec davantage de joueurs issus des qualifications. Si plus de 120 joueurs exemptés s'inscrivent, les 24 premiers seront admis même si cela amène le nombre des joueurs à s'étendre au-delà de 144.

## Vainqueurs
| Année                                | Vainqueur                                           | Score                                               | Par rapport au par                                  | Marge de victoire                                   | Second(s)                                           | Parcours                                            |                              |
| The Senior Open Championship         | The Senior Open Championship                        | The Senior Open Championship                        | The Senior Open Championship                        | The Senior Open Championship                        | The Senior Open Championship                        | The Senior Open Championship                        | The Senior Open Championship |
| ------------------------------------ | --------------------------------------------------- | --------------------------------------------------- | --------------------------------------------------- | --------------------------------------------------- | --------------------------------------------------- | --------------------------------------------------- | ---------------------------- |
| 2024                                 | K.J. Choi                                           | 278                                                 | -10                                                 | 2 coups                                             | Richard Green                                       | Carnoustie                                          |                              |
| 2023                                 | Alex Čejka                                          | 289                                                 | +5                                                  | Playoff                                             | Pádraig Harrington                                  | Royal Porthcawl                                     |                              |
| 2022                                 | Darren Clarke                                       | 270                                                 | −10                                                 | 1 coup                                              | Pádraig Harrington                                  | Gleneagles                                          |                              |
| 2021                                 | Stephen Dodd                                        | 267                                                 | −13                                                 | 1 coup                                              | Miguel Ángel Jiménez                                | Sunningdale                                         |                              |
| 2020                                 | Tournoi annulé en raison de la pandémie de COVID-19 | Tournoi annulé en raison de la pandémie de COVID-19 | Tournoi annulé en raison de la pandémie de COVID-19 | Tournoi annulé en raison de la pandémie de COVID-19 | Tournoi annulé en raison de la pandémie de COVID-19 | Tournoi annulé en raison de la pandémie de COVID-19 |                              |
| 2019                                 | Bernhard Langer (4)                                 | 274                                                 | −6                                                  | 2 coups                                             | Paul Broadhurst                                     | Royal Lytham & St. Annes                            |                              |
| 2018                                 | Miguel Ángel Jiménez                                | 276                                                 | −12                                                 | 1 coup                                              | Bernhard Langer                                     | St Andrews                                          |                              |
| 2017                                 | Bernhard Langer (3)                                 | 280                                                 | −4                                                  | 3 coups                                             | Corey Pavin                                         | Royal Porthcawl                                     |                              |
| 2016                                 | Paul Broadhurst                                     | 277                                                 | −11                                                 | 2 coups                                             | Scott McCarron                                      | Carnoustie                                          |                              |
| 2015                                 | Marco Dawson                                        | 264                                                 | −16                                                 | 1 coup                                              | Bernhard Langer                                     | Sunningdale                                         |                              |
| 2014                                 | Bernhard Langer (2)                                 | 266                                                 | −18                                                 | 13 coups                                            | Colin Montgomerie                                   | Royal Porthcawl                                     |                              |
| 2013                                 | Mark Wiebe                                          | 271                                                 | −9                                                  | Playoff                                             | Bernhard Langer                                     | Royal Birkdale                                      |                              |
| 2012                                 | Fred Couples                                        | 271                                                 | −9                                                  | 2 coups                                             | Gary Hallberg                                       | Turnberry                                           |                              |
| 2011                                 | Russ Cochran                                        | 276                                                 | −12                                                 | 2 coups                                             | Mark Calcavecchia                                   | Walton Heath                                        |                              |
| 2010                                 | Bernhard Langer                                     | 279                                                 | −5                                                  | 1 coup                                              | Corey Pavin                                         | Carnoustie                                          |                              |
| 2009                                 | Loren Roberts (2)                                   | 268                                                 | −12                                                 | Playoff                                             | Fred Funk Mark McNulty                              | Sunningdale                                         |                              |
| 2008                                 | Bruce Vaughan                                       | 278                                                 | −6                                                  | Playoff                                             | John Cook                                           | Royal Troon                                         |                              |
| 2007                                 | Tom Watson (3)                                      | 284                                                 | E                                                   | 1 coup                                              | Stewart Ginn Mark O'Meara                           | Muirfield                                           |                              |
| The Senior British Open Championship |                                                     |                                                     |                                                     |                                                     |                                                     |                                                     |                              |
| 2006                                 | Loren Roberts                                       | 274                                                 | −6                                                  | Playoff                                             | Eduardo Romero                                      | Turnberry                                           |                              |
| 2005                                 | Tom Watson (2)                                      | 280                                                 | −4                                                  | Playoff                                             | Des Smyth                                           | Royal Aberdeen                                      |                              |
| 2004                                 | Pete Oakley                                         | 284                                                 | −4                                                  | 1 coup                                              | Tom Kite Eduardo Romero                             | Royal Portrush                                      |                              |
| Senior British Open                  |                                                     |                                                     |                                                     |                                                     |                                                     |                                                     |                              |
| 2003                                 | Tom Watson                                          | 263                                                 | −17                                                 | Playoff                                             | Carl Mason                                          | Turnberry                                           |                              |
| 2002                                 | Noboru Sugai                                        | 281                                                 | −3                                                  | 2 coups                                             | John Irwin                                          | Royal County Down                                   |                              |
| 2001                                 | Ian Stanley                                         | 278                                                 | −6                                                  | Playoff                                             | Bob Charles                                         | Royal County Down                                   |                              |
| 2000                                 | Christy O'Connor Jnr (2)                            | 275                                                 | −9                                                  | 2 coups                                             | John Bland                                          | Royal County Down                                   |                              |
| 1999                                 | Christy O'Connor Jnr                                | 282                                                 | −6                                                  | 3 coups                                             | John Bland                                          | Royal Portrush                                      |                              |
| 1998                                 | Brian Huggett                                       | 283                                                 | −5                                                  | Playoff                                             | Eddie Polland                                       | Royal Portrush                                      |                              |
| 1997                                 | Gary Player (3)                                     | 278                                                 | −10                                                 | Playoff                                             | John Bland                                          | Royal Portrush                                      |                              |
| 1996                                 | Brian Barnes (2)                                    | 277                                                 | −11                                                 | 3 coups                                             | Bob Charles David Oakley                            | Royal Portrush                                      |                              |
| 1995                                 | Brian Barnes                                        | 281                                                 | −7                                                  | Playoff                                             | Bob Murphy                                          | Royal Portrush                                      |                              |
| 1994                                 | Tom Wargo                                           | 280                                                 | −8                                                  | 2 coups                                             | Bob Charles Doug Dalziel                            | Royal Lytham & St Annes Golf Club                   |                              |
| 1993                                 | Bob Charles (2)                                     | 291                                                 | +7                                                  | 1 coup                                              | Tommy Horton Gary Player                            | Royal Lytham & St Annes Golf Club                   |                              |
| 1992                                 | John Fourie                                         | 282                                                 | −2                                                  | 3 coups                                             | Bob Charles Neil Coles                              | Royal Lytham & St Annes Golf Club                   |                              |
| Seniors' British Open                |                                                     |                                                     |                                                     |                                                     |                                                     |                                                     |                              |
| 1991                                 | Bobby Verwey                                        | 285                                                 | +1                                                  | 1 coup                                              | Bob Charles Tommy Horton                            | Royal Lytham & St. Annes                            |                              |
| Volvo Seniors' British Open          |                                                     |                                                     |                                                     |                                                     |                                                     |                                                     |                              |
| 1990                                 | Gary Player (2)                                     | 280                                                 | E                                                   | 1 coup                                              | Deane Beman Brian Waites                            | Turnberry                                           |                              |
| 1989                                 | Bob Charles                                         | 269                                                 | −11                                                 | 7 coups                                             | Billy Casper                                        | Turnberry                                           |                              |
| 1988                                 | Gary Player                                         | 272                                                 | −8                                                  | 1 coup                                              | Billy Casper                                        | Turnberry                                           |                              |
| Seniors' British Open                |                                                     |                                                     |                                                     |                                                     |                                                     |                                                     |                              |
| 1987                                 | Neil Coles                                          | 279                                                 | −1                                                  | 1 coup                                              | Bob Charles                                         | Turnberry                                           |                              |

## Vainqueurs multiple
Sept joueurs ont remporté plusieurs fois le Senior Open Championship :
- 4 victoires : Bernhard Langer (2010, 2014, 2017, 2019)
- 3 victoires : Gary Player (1988, 1990, 1997), Tom Watson (2003, 2005, 2007)
- 2 victoires : Bob Charles (1989, 1993), Brian Barnes (1995, 1996), Christy O'Connor Jnr (1999, 2000), Loren Roberts (2006, 2009)

## Gagnants de l'Open et de l'Open Senior
Quatre joueurs ont remporté à la fois l'Open Championship et le Senior Open Championship (deux des majors professionnels organisés par le R&A).
- Bob Charles (Open 1963, Senior Open 1989, 1993)
- Gary Player (Open 1959, 1968, 1974, Senior Open 1988, 1990, 1997)
- Tom Watson (Open 1975, 1977, 1980, 1982, 1983, Senior Open 2003, 2005, 2007)
- Darren Clarke (Open 2011, Senior Open 2022)

## Parcours ayant accueillis le championnat
Le Championnat Open Senior a été joué sur les parcours suivants, classés par ordre de nombre de compétitions accueillies (en 2023)
- 7 Turnberry Golf Club
- 6 Royal Portrush Golf Club
- 5 Royal Lytham & St Annes Golf Club
- 3 Royal County Down Golf Club, Sunningdale Golf Club, Royal Porthcawl Golf Club
- 2 Royal Troon Golf Club, Carnoustie Golf Links
- 1 Gleneagles, St Andrews, Muirfield, Royal Birkdale Golf Club, Walton Heath Golf Club, Royal Aberdeen Golf Club